# 리튬 티탄산염 배터리
리튬-티탄산염 배터리(lithium-titanate battery) 또는 리튬-티타늄 산화물 배터리(lithium-titanium-oxide battery, LTO 배터리)는 다른 리튬 이온 전지보다 충전 속도가 빠르다는 장점이 있지만 에너지 밀도가 훨씬 낮다는 단점이 있는 이차 전지의 한 종류이다.

## 사용
티탄산염 배터리는 미쓰비시 자동차공업의 미쓰비시 i-MiEV 전기차량의 특정 일본 전용 버전과 혼다의 EV-neo 전기 자전거 및 Fit EV에 사용된다. 또한 토사 콘셉트 전기 버스에도 사용된다. 배터리의 높은 안전성과 재충전 능력 덕분에 LTO 배터리는 카 오디오 애플리케이션뿐만 아니라 모바일 의료 기기에도 사용된다.
LTO 배터리는 삼성그룹 갤럭시 노트20 울트라 5G에 함께 제공되는 S펜에도 사용된다.
Weatherflow Co. 기사에 따르면, 템페스트 날씨 관측 장치에는 1300 mAh LTO 배터리가 포함되어 있으며, 4개의 태양광 패널을 통해 충전되며 "2주마다 최소 4시간의 적절한 햇빛"이 필요하다.
연소 예측 온도계는 LTO 배터리를 사용한다고 설명된다. Combustion Inc.에 따르면, 이를 통해 오븐 내부에서 최대 105 °C(221 °F)의 온도를 안전하게 견딜 수 있다.

## 화학
리튬 티탄산염 배터리는 탄소 대신 애노드 표면에 리튬-티탄산염 나노결정을 사용하는 변형된 리튬 이온 전지이다. 이것은 애노드에 탄소의 경우 그램당 3제곱미터에 비해 약 그램당 100제곱미터의 표면적을 제공하여 전자가 애노드에 빠르게 들어가고 나갈 수 있게 한다. 또한, 티타늄 산화물에 Li+가 삽입될 때의 산화환원 전위는 흑연에 Li+가 삽입될 때보다 더 양의 값을 갖는다. 이로 인해 리튬 덴드라이트가 전자의 경우보다 후자의 경우에 덜 형성될 가능성이 있기 때문에 티탄산염의 경우 탄소의 경우보다 훨씬 더 안전하게 고속 충전(더 높은 충전 전류)이 가능하다. 리튬-티탄산염 셀은 6000회에서 30000회의 충전 주기 동안 지속된다. 표준 25 °C (77 °F) 대신 55 °C (131 °F)에서 충전 및 방전될 경우 80% 용량에 도달하기 전까지 약 1000회 주기 수명이 가능하다.
리튬 티탄산염 배터리의 단점은 낮은 고유 전압(2.4 V)으로, 이는 고유 전압이 3.7 V인 기존 리튬 이온 전지 기술보다 낮은 비에너지(약 30–110 Wh/kg)를 초래한다. 그러나 일부 리튬 티탄산염 배터리는 최대 177 Wh/L의 부피 에너지 밀도를 갖는다.

## 브랜드 및 용도

### 로그 9 과학 재료
로그9 회사는 리튬 인산철(LFP)과 리튬-티타늄 산화물(LTO) 배터리 화학을 기반으로 한 자사의 열대 이온 배터리(TiB)를 도입하기 위해 노력하고 있다. LFP와 LTO와 달리, 더 인기 있는 NMC(니켈 망간 코발트) 화학은 인도와 같은 가장 따뜻한 조건에서 생존하는 데 필요한 온도 저항성을 가지고 있다. LTO는 온도 저항성뿐만 아니라 수명도 길다.

### 알테어나노
알테어나노는 주로 배터리식 전기자동차용으로 "나노세이프" 라인 아래에서 리튬 티탄산염 배터리를 생산한다. 알테어나노 배터리 사용 계획을 발표한 차량 제조업체로는 전기 스포츠카인 라이트닝 GT에 이를 사용할 계획인 라이트닝 자동차 회사가 있다. 피닉스 모터카스는 전기 스포츠 유틸리티 차량에 사용할 계획이다. 그리고 프로테라의 전기 EcoRide BE35 경량 35피트 버스에도 사용된다.
알테어나노는 또한 전기 그리드 보조 서비스 및 군사 애플리케이션를 위해 리튬-티탄산염 에너지 저장 시스템을 배치했다.

### 그리너지
그리너지는 2017년에 설립된 대한민국의 배터리 제조사이다. 상업용 및 전사급 군용 LTO 배터리 기술을 제공한다. 그리너지는 2023년 CES 혁신상 수상자이다.

### 레클란체
레클란체는 1909년에 설립된 스위스 배터리 제조업체이다. 2006년 독일의 Bullith AG를 인수하여 독일에 리튬이온 생산 라인을 설립했다. 2014년에는 "TiBox" 제품이 시장에 출시되었다. TiBox의 에너지 용량은 3.2 kWh이며, 예상 수명은 15,000회 주기이다.

### 마이크로배스트
텍사스주 휴스턴에 본사를 둔 마이크로배스트는 "LpTO"라고 부르는 리튬 티탄산염 배터리를 만든다. 2011년 중국 충칭시에서 세계 최초로 초고속 충전 버스 차량이 출시되었다. 37대의 12미터 전기 버스에 80 kWh LpTO 배터리 시스템이 설치되었으며, 400 kW 충전기로 10분 이내에 완전히 충전할 수 있다.
2014년부터 영국 버스 OEM인 라이트버스는 1,000대의 2층 버스 New Routemaster에 마이크로배스트 LpTO 배터리를 사용하기 시작했다. 초기 리튬 인산철 배터리가 성능 문제에 직면했기 때문에 18 kWh LpTO 배터리 시스템이 이를 대체하는 데 사용되었다.
2015년부터 유럽 ZeEUS(제로 배출 도시 교통 시스템)가 처음 제공되었다. VDL 버스는 마이크로배스트의 62.5 kWh LpTO 배터리 시스템을 사용한다. 시범 프로젝트용이다.
2016년부터 세계 최대 자동화 항만인 PSA 투아스는 수평 컨테이너 운송 프로젝트의 1단계로 22대의 전기 AGV에 마이크로배스트 LpTO를 사용하기 시작했다.

### 삼성
삼성그룹 갤럭시 노트 10 및 10+에 포함된 블루투스 지원 S-Pen에는 대기 시간이 10시간인 리튬 티탄산염 배터리가 포함되어 있다.

### 세이코
세이코홀딩스는 키네틱(자동 쿼츠) 손목시계에 리튬 티탄산염 배터리를 사용한다. 초기 키네틱 시계는 에너지를 저장하기 위해 축전기를 사용했지만, 이 배터리는 더 큰 용량과 더 긴 서비스 수명을 제공한다. 기술자는 용량이 결국 허용할 수 없는 수준으로 저하될 때 배터리를 쉽게 교체할 수 있다.

### 슈타들러
슈타들러 레일이 제작한 영국 철도 93형 삼중 모드 기관차는 리튬 티탄산염 배터리를 사용하여 기차가 비전철화된 선로를 운행할 수 있도록 한다. 이 액체 냉각 셀은 가공선 아래에서 또는 전체 출력이 견인에 필요하지 않을 때 온보드 디젤 엔진으로 충전할 수 있다.

### 도시바
2007년 도시바는 "슈퍼 충전 이온 배터리"(SCiB)라는 리튬 티탄산염 배터리를 출시했다. 이 배터리는 10분 만에 90% 충전 용량을 제공하도록 설계되었다.
SCiB 배터리는 슈윈 테일윈드 전기 자전거에 사용된다. 도시바는 또한 프로토타입 노트북 배터리로의 사용을 시연했다. 도시바 SCiB 배터리는 미쓰비시 자동차공업의 미쓰비시 i-MiEV 및 미니캡 MiEV 전기차량의 일본 전용 버전에 사용되며, 혼다는 2012년 여름에 출시된 EV-neo 전기 자전거 및 Fit EV에 이를 사용한다. JR 센트럴의 N700S 신칸센은 가공 전원 공급에 문제가 발생할 경우 저속으로 운행하기 위해 SCiB 배터리를 사용한다.
도시바 리튬 티탄산염 배터리는 저전압(공칭 전압 2.3V), 저에너지 밀도(납축전지와 리튬 인산철 사이)이지만, 극도의 수명, 충전/방전 능력 및 넓은 작동 온도 범위를 가지고 있다.
2024년 도시바는 "고출력" 2.9 Ah SCiB 셀의 경우 10C에서 45,000사이클의 예상 수명, "고에너지" 23 Ah 셀의 경우 3C에서 20,000사이클의 예상 수명을 명시했다. 예상 사이클 수명에 약간의 손실이 있지만, 이 셀은 0%에서 80% 용량까지 극히 빠르게 충전할 수 있다. 2.9 Ah 셀의 경우 1분(즉, 48C), 23 Ah 셀의 경우 6분(즉, 8C)이다. 2024년 4월, 4대의 지멘스 미레오 플러스 B 배터리-전기 열차가 도시바 LTO 셀을 탑재하여 15년의 예상 수명으로 운행에 들어갔다.

### YABO
YABO 파워 테크놀로지는 2012년 리튬 티탄산염 배터리를 출시했다. 표준 모델 YB-LITE2344 2.4 V/15 Ah 배터리 셀은 전기차 및 에너지 저장 시스템에 사용되었다.

### 인롱 에너지
그리 일렉트릭은 극한 온도 조건에서 작동할 수 있는 고속 충전 LTO(리튬-티탄산염) 배터리 유형인 인롱 배터리 기술을 도입했다. 이 배터리는 최대 10년의 작동 수명을 갖는다. 인롱 에너지는 자동차 및 에너지 저장과 같은 용도로 배터리를 제공한다.

## 같이 보기
- 전지 종류 목록
- 배터리 크기 목록
- 배터리 종류 비교
- 전지
- 화학 전지
- 에너지 저장
- 연료전지
- 리튬 인산철 배터리